# Kohler Company
Kohler Co. est une compagnie industrielle américaine créée en 1873 par John Michael Kohler. Elle est implantée dans la ville de Kohler, dans l'État du Wisconsin.
La société Kohler est surtout connue pour ses produits de plomberie, mais elle fabrique également des meubles, des armoires, des carreaux, des moteurs et des générateurs électriques.
La filiale Destination Kohler possède également plusieurs établissements hôteliers aux États-Unis et en Écosse. En février 2017, Kohler Co. a acquis la société Clarke Energy basée au Royaume-Uni et ECI Partners, une multinationale spécialisée dans l'ingénierie, la construction, l'installation et la maintenance de centrales à moteur et distributeur agréé des moteurs G.E. dans dix-neuf pays dans le monde.

## Histoire
La société Kohler Co. a été créée en 1873 par un émigré autrichien, John Michael Kohler, et Charles Silberzahn. Ils débutèrent leur activité en rachetant la fonderie Iron & Steel Sheboygan Union du beau-père de Kohler, Jacob Vollrath, pour la somme de 5 000 US$. La production comprenait essentiellement des outils agricoles en fonte et en acier, des moulages pour des usines de meubles et des pièces ornementales en métal, y compris des croix de cimetière et des canapés. Une croissance extraordinaire est survenue en 1883 lorsque John Michael a, pour la première fois appliqué de l'émail sur un abreuvoir en fonte ce qui deviendra la première baignoire de l'entreprise. Depuis lors, la société a s'est distinguée dans le secteur de la plomberie et a acquis sa réputation avec ses appareils de plomberie sanitaire.
Au début du 20e siècle, Kohler a créé les fontaines avec une « soupape bouillonnante », à partir de laquelle l'eau est tirée verticalement. La fontaine est connue sous le nom de «barboteuse» dans les zones où les produits Kohler ont été vendus. Le terme barboteur est encore utilisé dans quelques régions du Wisconsin et d'autres régions des États-Unis.
En 1934 et 1954, des grèves ont paralysé la société Kohler. Le 15 novembre 2015, les travailleurs ont voté la grève, ce qui en fait la quatrième grève de l'histoire de l'entreprise, la troisième a eu lieu en 1983 mais n'a duré que quelques semaines.

## Pratiques d'embauche contestées
En 1999, un procès a été intenté par le département du Travail des États-Unis accusant la société de pratiques d'embauche discriminatoires envers les femmes. L'entreprise imposait une taille de 1,63 m pour les femmes, soit la taille moyenne des femmes adultes aux États-Unis, en raison de ses contrats avec le gouvernement fédéral. L'entreprise a obtenu une dérogation pour ne pas respecter cette exigence et a accepté d'embaucher 111 des 2 000 femmes qui avaient postulé de 1994 à 1995.

## Produits
La gamme de produits Kohler, essentiellement de plomberie sanitaire ainsi que les accessoires de cuisine, sont disponibles dans chaînes de magasins de bricolage et rénovation ainsi que dans le réseau professionnel des distributeurs Kohler Kitchen & Bath. Kohler fabrique toujours des baignoires traditionnelles en fonte, un des rares fabricants américains à continuer à le faire. Outre les produits résidentiels, Kohler fabrique une ligne d'appareils sanitaires. L'entreprise réalise également des travaux artistiques personnalisés, tels que des éviers et des toilettes peints à la main. Kohler a été nommé par le magazine Builder comme « le plus utilisé » et offrant la « meilleure qualité » dans la catégorie « Bath Accessoires », ainsi que la première place pour la « familiarité de la marque », « le plus utilisé » et « évaluation de la qualité » dans les catégories « Appareils de bain » et « Bains tourbillons ».
Kohler fabrique également une large gamme de petits moteurs industriels. Traditionnellement, l'entreprise fabriquait des moteurs à essence mais, après l'acquisition de la société italienne Lombardini, elle a étendu sa gamme et propose désormais des moteurs diesel jusqu'à 134 ch. Les moteurs Kohler alimentent une gamme d'appareils allant des pompes à eau aux véhicules hors route. La filiale Global Power fabrique des générateurs de différentes tailles. Kohler a été la première entreprise à offrir des générateurs de secours résidentiels à partir de 1920.
En 2007, Kohler a créé une coentreprise en Chine, appelée Kohler-Yinxiang Ltd, basée à Chongqing, pour la fabrication de petits moteurs à essence, et a l'intention de commencer à importer plus de leurs moteurs, plutôt que de les construire aux États-Unis. La filiale de Kohler au Royaume-Uni, Kohler Mira Ltd de Cheltenham, est plus connue pour la fabrication de Mira Showers,.

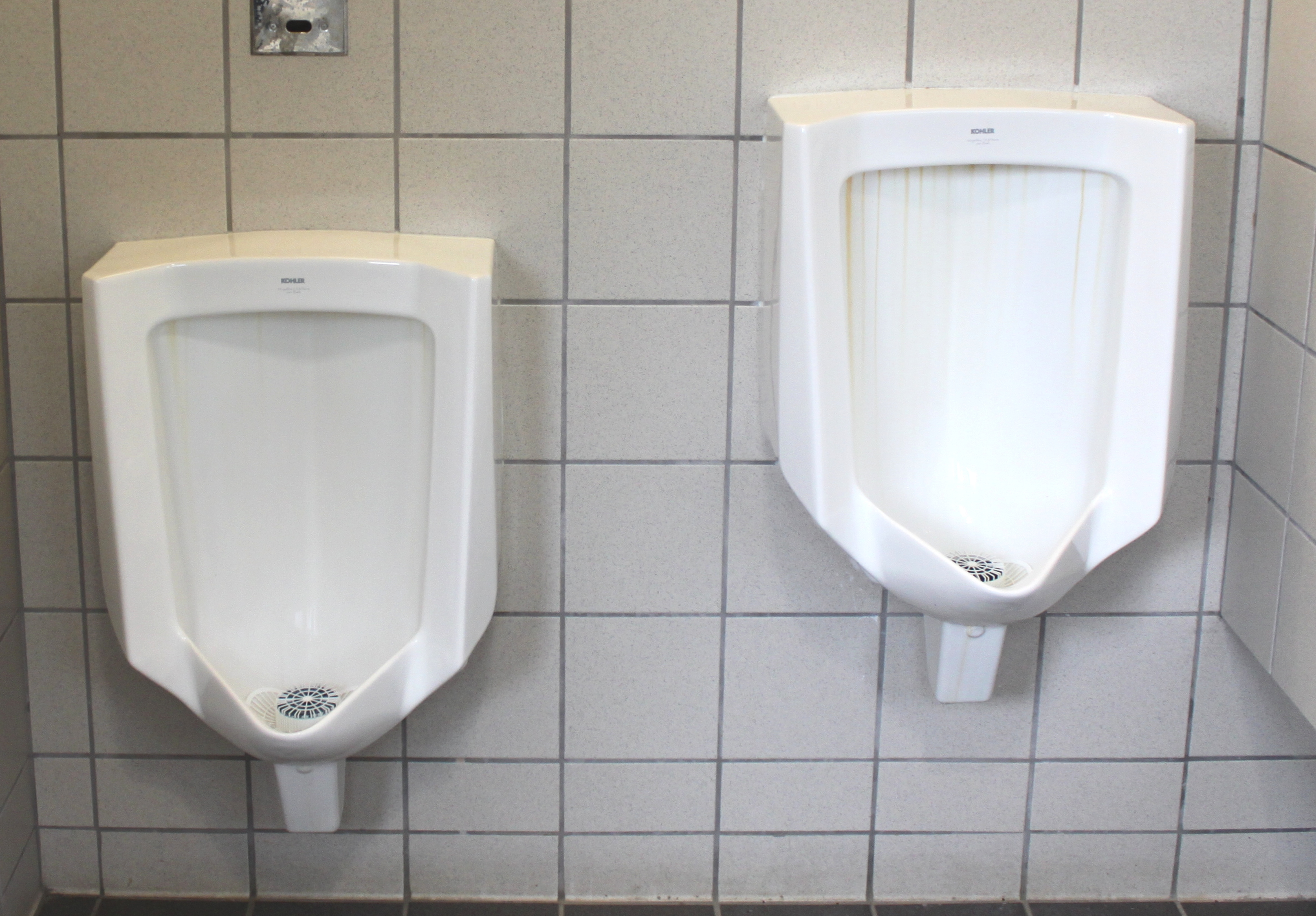
Urinoirs Kohler Bardon.
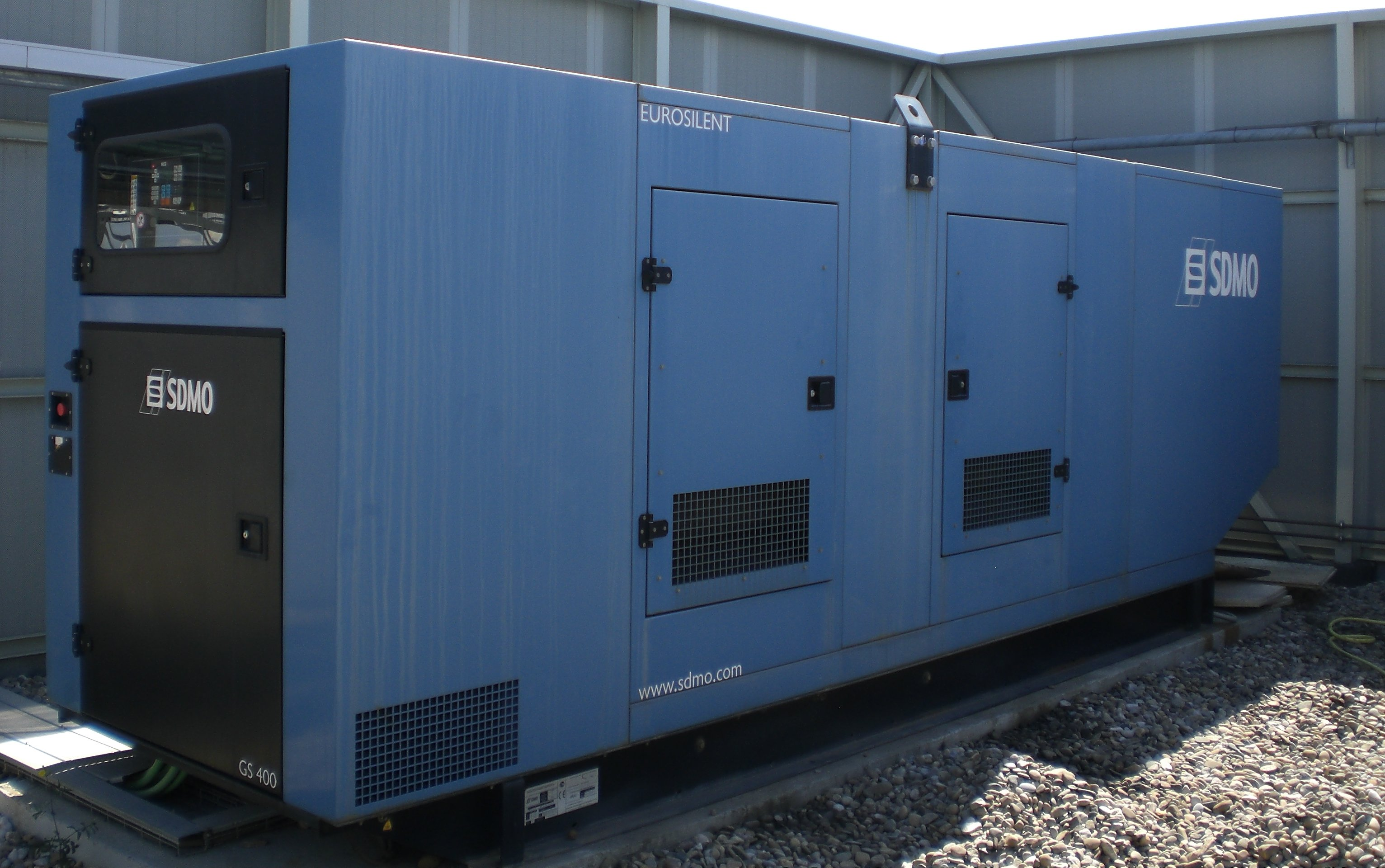
Groupe électrogène SDMO Industries GS 400.
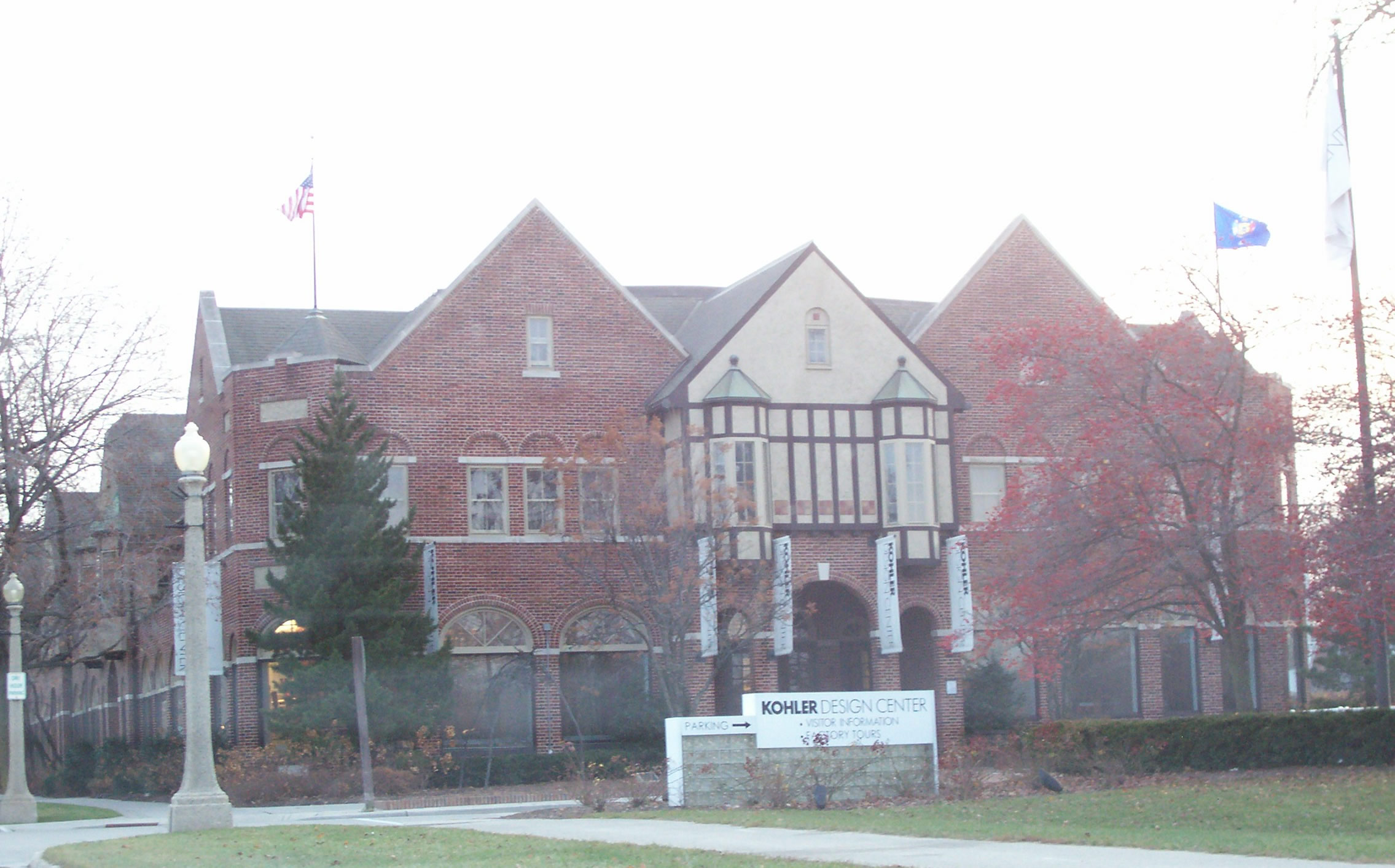
Kohler Design Center.

## Controverse
En janvier 2020, Kohler a versé 20 millions de dollars dans le cadre d'un règlement avec le département de la Justice des États-Unis, l'Agence de protection de l'environnement et l'État de Californie, à la suite des violations de la loi sur la qualité de l'air propre (Clean Air Act) et de la législation californienne par ses petits moteurs.

## Comité d'examen résidentiel
L'entreprise maintient un comité d'examen résidentiel similaire à une association de propriétaires, chargé de faire respecter les plans et les conceptions architecturales originaux du village de Kohler. Les résidents souhaitant effectuer des agrandissements, construire des bâtiments annexes ou des clôtures doivent obtenir l'approbation préalable du comité d'examen résidentiel de la Kohler Company et se conformer à ses normes de design et d'esthétique avant de présenter leurs projets à la commission d'urbanisme,.